# Milenko Radević
Milenko Radević (Višnjevа, 1955 — Banja Luka, 2009) bio je vanredni profesor na Prirodno-matematičkom fakultetu u Banjoj Luci.
Osnovnu školu i gimnaziju završio je u Sjenici 1973. godine. Prirodno - matematički fakultet u Novom Sadu završio je 1977. godine. Magistarski rad pod naslovom: „Osnovni činioci sredine u pojedinim bazenima ribnjaka Bardača“ odbranio je na Biološkom fakultetu u Beogradu 1994. godine. Doktorsku disertaciju pod naslovom „Ekologija i cenotički odnosi faune riba u srednjem i donjem toku rijeke Vrbas“ odbranio je na Biološkom fakultetu u Beogradu 1998. godine. Radni odnos počinje 1978. godine, u osnovnoj školi u Bužimu, kad prelazi u školski centar u Srpcu gdje radi, kao profesor biologije do 1994. godine, kad zasniva radni odnos na Filozofskom fakultetu u Banjaluci. Radi od osnivanja Prirodno - matematičkog fakulteta Banjaluka 1996. godine na Odsjeku za Biologiju, kao viši asistent na predmetu Opšta zoologija.
Od 1999 - 2004. izabran je u zvanje docenta na predmetu Ekologija životinja sa zoogeografijom, a 2004. izabran je u zvanje vanrednog profesora, na predmetu Ekologija životinja sa zoogeografijom za (VII i VIII semestar) i Zoologija hordata (V i VI semestar). Izvodi nastavu i na predmetu Zaštita biodiverziteta i Metodika nastave biologije.
Objavio jednu monografiju, jedan udžbenik i 30 naučnih i stručnih radova iz oblasti ekologije i biologije.
Učesnik je više naučnih skupova u zemlji i inostranstvu.
Na Prirodno-matematičkom fakultetu je bio prodekan za naučno-istraživački rad, prodekan za nastvu i v.d. šefa Odsjeka za Biologiju. Obavljao je dužnost šefa Katedre za ekologiju i šefa Odsjeka za Ekologiju i žaštitu životne sredine.
Bio je član potkomiteta za biodiverzitet BiH, član ekspertskog tima za predmet biologija u Agenciji za standarde i ocjenjivanje u obrazovanju RS BiH, član stručnog tima za izradu nastavnog plana i programa za biologiju, voditelj Radne grupe na projektu Nacionalna strategija i akcioni plan za zaštitu biološke i pejzažne raznovrsnosti.
Nakon duge i teške bolesti preminuo je 2009. godine.

## Monografije
- Radević, M. (2000): "Ekološki i cenotički odnosi faune riba u srednjem i donjem toku Vrbasa i ribnjaku Bardači". Mnografija, Prirodno-matematički fakultet, Banja Luka, 1-250.
- Matavulj, M., Radević, M., Gajin, S., Bokorov, M. (2000): Sezonska dinamika fosfomineraliztora u vodi ribnjaka i njihov odnos sa drugim članovima mikrobicenoze, ribnjak Futog I. Savremeno ribarstvo Jugoslavije, Monografija 89-95, Savez poljoprivrednih inženjera i tehničara Jugoslavije, DOO ”Ribarstvo Jugoslavije”, Poljoprivredni fakultet Novi Sad, Poljoprivredni fakultet Beograd. Vršac.

## Naučni radovi
- Radević, M., Bojanić, V., Marković, M., Savić, N. (1995) : Osnovni abiotski faktori ekosistema ribnjaka Bardača Srbac. Glasnik hemičara i tehnologa Republike Srpske, 37, 57-60.
- Radević, M., Janković, D. (1997) : Posledice rata na ihtiofaunu Vrbasa i neophodne mjere zaštite. Ecologica, posebno izdanje IV, Beograd, 122-126.
- Radović, I. T., Radević, M. (1997) : Pojam, koncept i značaj očuvanja biološke raznovrsnosti i bioloških resursa. Ecologica, posebno izdanje IV, Beograd, 277-282.
- Mikavica, D., Radević, M., Grujić, R., Savić, N. (1998): Ihtiofauna ribnjaka Bardača - Srbac. DESBILTEN III 8-10, Beograd, 22-26.
- Bojanić, V., Mikavica, D., Radević, M., Savić, N. (1998): Hemijske i bakteriološke karakteristike vode na nekim hidrografskim lokalitetima regije Banja Luka. III Jugoslovenski simpozijum, Hemija i zaštita životne sredine, knjiga izvoda, Vrnjačka Banja, 18-26.
- Radević, M., Mikavica, D., Nedović. B. (1998): Struktura i dinamika planktona u vodenim bazenima ribnjaka Bardača. Ecologija, 33 (Supplementum): 59-70, Beograd.
- Mikavica, D., Grujić, R., Bojanić, V., Savić, N., Radević, M. (1999): Tehničko-tehnološko rešenje ribogojilišta Sitnica (Banja Luka). "Savremena poljoprivreda" 48, 1-2, Novi Sad,129-134.
- Radević, M. (1999): Parazitofauna ptica močvarica ciprinidnih ribnjaka Republike Srpske. Ecologica, VI (4), 23-28, Beograd.
- Radević, M. (1999) : Growth of huchen (Hucho hucho L.) from the Vrbas river. Ichthyologia, Vol.31, No. 1:53-59.Beograd.
- Radević, M. (2000): Karakteristike ihtiofaune u reci Vrbas na području Banja Luke pre i posle izbijanja ratnih sukoba u Bosni i Hercegovini. Ecologica. Zbornik radova "Ekološke posledice rata u životnoj sredini", posebno izdanje N 6, 123-134, Teslić-Banja Luka.
- Radević, M. (2000): Uticaj bioklimatskih promjena kao posledice rata na zdravlje čovjeka u Republici Srpskoj. Ecologica. Zbornik radova "Ekološke posledice rata u životnoj sredini", posebno izdanje N 6, 96-101, Teslić-Bawa Luka.
- Radević, M., Pujin, V., Matavulj, M., Miljanović, B. (2000): Kavezni uzgoj riba u akumulaciji Bočac kao mogući uzrok cvetanja alge Ceratium hirundinella. Zbornik radova. Savremeno ribarstvo Jugoslavije, 103-110, Vršac.
- Matavulj, M., Radević, M., Gajin, S., Bokorov, M. (2000): Sezonska dinamika fosfomineraliztora u vodi ribnjaka i njihov odnos sa drugim članovima mikrobicenoze, ribnjak Futog I. Savremeno ribarstvo Jugoslavije, 89-95, Vršac.
- Radević, M. (2000): Uticaj hidroakumulacije Bočac na akvatične zajednice reke Vrbas. Zbornik prirodno-matamatičkih nauka, 63-71. Banja Luka.
- Radević, M. (2000) : Rast i razmnožavanje nekih ciprinidnih vrsta riba u srednjem i donjem toku rijeke Vrbas. Zbornik prirodno-matamatičkih nauka, 72-94. Banja Luka.
- Radević, M. (2001). Diverzitet ihtiofaune srednjeg i donjeg toka rijeke Vrbas. "Savremena poljoprivreda". Vol. 50, 3-4, 365-369. Novi Sad.
- Radević, M. (2001). Ihtiofauna srednjeg i donjeg toka rijeke Vrbas. "Savremena poljoprivreda". Vol. 50, 3-4, 371-374. Novi Sad.
- Radević, M. (2001). Rast salmonidnih vrsta riba u srednjem i donjem toku reke Vrbas. Zbornik prirodno-matematičkih nauka, (1), 49-73. Banja Luka.
- Radević, M. (2001). Ekološke posledice rata na uzrasnu i polnu strukturu ihtiofaune u srednjem i donjem toku reke Vrbas. Kongres ratne medicine. Zbornik radova - Ekološki aspekti rata, 66-78. Banja Luka.
- Bojanić, V., Radević, M., Grujić, R., Mikavica, D., Savić, N. (2001). Hemijska i biološka valorizacija vodenog ekosistema ribnjaka Bardača. Hemija i zaštita životne sredine, 292-294. Zrenjanin.
- Radević, M. (2002). Fizičke, hemijske i biološke karakteristike vode srednjeg i donjeg toka reke Vrbas. Zbornik prirodno-matematičkih nauka, (2), 83-120. Banja Luka.
- Radević, M. (2002). Abiotic and biotic characteristics of fishpond Bardaca. 4th International Conference on Reservoir Limnology and water Quality, avgust 12-16, RL, 282- 286. ^eske Budejovice Czech Republic.
- Radević, M. (2002): Fizičke, hemijske i biološke karakteristike vode srednjeg i donjeg toka rijeke Vrbas. Zbornik prirodno-matematičkih nauka (2-3) 83-119. Banja Luka.
- Radević, M., Marković, M., Mikavica, D., Bojanić, V., Savić, N. (2002). Abiotic and biotic characteristics of fishpond Bardača. 4th International Conference on Reservoir Limnology and Water Quality. Extended Abstracts 282-285. ^eske Budejovice, Chech Republic.
- Radević, M. (2003). Kvalitet vode jezera ribnjaka Prnjavor. Zbornik prirodno-matematičkih nauka, (3), 193-220. Banja Luka.
- Savić, N., Mikavica, D., Bojanić, V., Nedović, B., Radević, M. (2003). Abiotic specificis of the fishpond water in Gornji Ribnik. II Regional Symposium “Chemistry and the Environment” Proceedings, 217-219. Kruševac.
- Radević, M. (2003). Kvalitet vode jezera Prnjavor. Zbornik prirodno-matematičkih nauka (4-5), 193-219. Banja Luka.
- Radević, M. (2003). Biološka valorizacija vodenih ekosistema. Internacionalni kongres “ Zdravlje za sve”, Perspektive zdravlja u 21. vijeku, životna sredina i zdravlje, Zbornik radova 1: 73-82. Banja Luka.
- Radović, I., Radević, M. (2003). Zaštita biodiverziteta kao imperativ očuvane životne sredine i višeg kvaliteta života. Internacionalni kongres “ Zdravlje za sve”, Perspektive zdravlja u 21. vijeku, životna sredina i zdravlje, Zbornik radova 1: 13-42. Banja Luka.

## Stručni radovi
- Radević, M., Mikavica, D., Bojanić, V., Savić, N. (1995) : Primarna bioprodukcija u ekosistemu ribnjaka Bardača-Srbac. Ecologica, II (4), Beograd, 35-39.
- Nedović, B., Radević, M. (1996) : Ekosistemi Une u ekološkoj edukaciji. Ecologica, posebno izdanje broj 3, Beograd, 355-363.
- Radević, M., Mikavica, D., Savić, N. (1996) : Fizičke i hemijske osobine podloge ribnjaka Bardača- Srbac. Ecologica, III (3), 23-28.
- Radević, M., Mikavica, D., Savić, N. (1997) : Analiza prirasta ihtiomase u ribnjaku Bardača - Srbac. Ecologica, IV (2), Beograd 29-34.
- Radević, M. (u štampi): Hidrografske karakteristike doweg toka rijeke Vrbas na području opštine Srbac.

## Naučno-istraživački projekti
- ,,Redukcija negativnih antropogenih uticaja na ihtiofaunu u Bosni i Hercegovini".
- Učesnik je radne grupe za izradu prijedloga Zakona o zaštiti životne sredine Republike Srpske.
- Učestvovao je u ekspertnom timu Delphi istraživanja na području javnog zdravstva Bosne i Hercegovine u okviru PHARE programa.
- Projekt ,, Bosna, istraživanja i razvoj u okviru društveno-ekonomskog razvoja, Međunarodni forum Bosna.2002.
- Projekt Regionalnog centra za zaštitu životne sredine srednje i istočne Evrope pod radnim naslovom ,,Hidrografske karakteristike donjeg toka rijeke Vrbas na području opštine Srbac.
- Projekt pod radnim naslovom ,,Ekosistemi životne sredine Jugoistočne Evrope.
- Učešće u realizaciji projekta izgradnje Međunarodno-istraživačkog centra na Bardači.
- Učestvuje u izradi projekta Nacionalnog Akcionog Plana za zaštitu životne sredine Bosne i Hercegovine (NEAP-a) sa četiri održane radionice kao voditelj radnog tima pod kontrolom savetnika Svetske banke.
- Projekat izgradnje akvarijuma u Bosni i Hercegovini.
- Projekat Biološka i ekološka raznovrsnost Bosne i Hercegovine.
- Projekat poboljšanja kvaliteta učenja i obuke u nastavi prirodnih nauka i matematike.
- Projekat o izradi standarda za ocenjivanje učenika u osnovnim i srednjim školama.
- Projekat Obrazovanje za mir na Univerzitetima u Bosni i Hercegovini.